# Kultura u Zagrebu
Grad Zagreb osnivač je 40 institucija u kulturi u koje je uključeno 10 gradskih muzeja, među kojima su Muzej grada Zagreba, Muzej za umjetnost i obrt i Muzej suvremene umjetnosti. Poseban status ima javna ustanova Galerija Klovićevi dvori, kojoj su osnivači Grad Zagreb i Republika Hrvatska.
U okviru gradske uprave Grada Zagreba djeluje i 16 Centara za kulturu Grada Zagreba, jedna filmska ustanova i jedna knjižnica.
Grad je vlasnik 7 gradskih kazališta, a u Hrvatskom narodnom kazalištu (uz Republiku Hrvatsku) sudjeluje s 50 % vlasništva. 
Dvije glazbene ustanove, Koncertna dvorana Vatroslava Lisinskog i Zagrebačka filharmonija u vlasništvu su Grada Zagreba.

## Kazališta
- Hrvatsko narodno kazalište u Zagrebu
- Teatar Exit
- Dramsko kazalište Gavella
- Satiričko kazalište Kerempuh, ranije Jazavac
- Gradsko kazalište Komedija
- Off Theatar bagatella
- Teatar &TD
- Zekaem, Zagrebačko kazalište mladih
- Dječja scena Ribica
- Dječje kazalište Dubrava
- Gradsko kazalište Trešnja
- Gradsko kazalište Žar ptica
- Kazalište Mala scena
- KNAPP
- Scena Vidra
- Zagrebačko kazalište lutaka

## Film
- Zagreb film

## Galerije
- Galerija 11
- Galerija Amadeo
- Galerija Badrov – Foto art galerija
- Galerija Beck
- Galerija Deči
- Galerija Forum
- Galerija Kaptol
- Galerija karikatura Felix F.F.
- Galerija Klovićevi dvori
- Galerija Lav
- Galerija Mala
- Galerija Mirko Virius – Hrvatsko društvo naivnih umjetnika – HDNU
- Galerija Miroslav Kraljević
- Galerija Mona Lisa
- Galerija OFF&OFF theater Bagatella
- Galerija Spot fotokluba Zagreba
- Galerija studentskog centra Sveučilišta u Zagrebu
- Galerija Udruge hrvatskih branitelja – dragovoljaca Domovinskog rata
- Galerija Ulupuh
- Galerija Urlich – Likum
- Galerija Zvonimir
- Hrvatski dom likovnih umjetnika
- HDLU – Salon galerije Karas
- Kabinet grafike HAZU
- Nadbiskupski duhovni stol
- Ulična galerija knjižnice Augusta Cesarca
- Ulične galerije Likum
- Umjetnički paviljon

## Knjižnice
- Nacionalna i sveučilišna knjižnica
- Knjižnice grada Zagreba

- ZAGRABIENSIA, zavičajna zbirka Zagrepčana
- Središnja knjižnica Albanaca u Hrvatskoj, djeluje pri Knjižnici i čitaonici Bogdan Ogrizović
- Središnja knjižnica Roma u Hrvatskoj
- Središnja knjižnica Rusina i Ukrajinaca u Hrvatskoj

- Knjižnica Andrija Štampar, Medicinskog fakulteta u Zagrebu

## Muzeji
- Arheološki muzej
- Etnografski muzej
- Hrvatski muzej arhitekture HAZU
- Hrvatski muzej naivne umjetnosti
- Hrvatski povijesni muzej
- Hrvatski prirodoslovni muzej
- Hrvatski športski muzej
- Lovački muzej
- Moderna galerija
- Muzej grada Zagreba
- Muzej hrvatskih telekomunikacija
- Muzej Mimara
- Muzej suvremene umjetnosti
- Muzej za umjetnost i obrt
- Muzejski dokumentacijski centar
- Tehnički muzej
- Tiflološki muzej
- Fundacija Ivana Meštrovića, Atelje Meštrović
- Gliptoteka HAZU
- Hrvatski školski muzej
- Memorijalna zbirka Jozo Kljaković
- Memorijalna zbirka Miroslava i Bele Krleže
- Muzej i radionica Franje Schneidera
- Stan arhitekta Viktora Kovačića
- Strossmayerova galerija starih majstora
- Zbirka Richter

## Centri za kulturu
- Centar za kulturu Trešnjevka
- Centar kuture na Peščenici (Centar KNAP)
- Centar za kulturu Novi Zagreb
- Centar za likovni odgoj grada Zagreba
- Centar za promicanje tolerancije i očuvanja sjećanja na Holokaust
- Centar za kulturu Histrionski dom
- Kulturni centar Travno i Posudionica i radionica narodnih nošnji
- Centar za kulturu i informacije Maksimir
- Centar mladih Ribnjak
- Kulturno informativni centar
- Narodno sveučilište Dubrava
- Narodno sveučilište Sesvete
- Centar za kulturu i obrazovanje Susedgrad
- Centar za kulturu i film Augusta Cesarca
- Zagrebački nezavisni centar za kulturu - Pogon
- Centar za kulturno-društveni razvoj Novi prostori kulture

Izvor: Grad Zagreb

## Knjižare
- Algoritam
- Booksa
- Ljevak
- Profil
- Tamaris
- Agm

## Antikvarijati (knjige)
Prije 1990. u Zagrebu su postojala 3 antikvarijata, na Zrinjevcu, par metara od križanja Gundulićeve i Masarykove i u Ilici nedaleko Pčelarske centrale. Danas ih ima bitno više. Abecednim redom:
- Bono – Kaptol 29.
- Brala – kraj Botaničkog vrta, adresa je Mihanovićeva 32. Otvoren oko 1990., relativno malene kvadrature, ali nabijen knjigama.
- Jesenski i Turk – također otvoren poslije 1990., posluju na više adresa, Vukotinovićeva 4 (južna strana Novinarskog doma), Ilica 42 (zatvorili su prostor u Marićevom prolazu).
- Moderna vremena – Teslina 16, knjižara i antikvarijat, solidan izbor stripova
- Okić – Petrinjska 83, otvoren 2004. (na toj lokaciji), 3 minute od Glavnog kolodvora
- Tin Ujević, antikvarijat Nakladnog zavoda Znanje, Zrinjevac 16, starosjedilac u ovom poslu

## Festivali u Zagrebu
Naj, naj, naj festival, Zagrebački filmski festival, Animafest, Međunarodna smotra folklora, Eurokaz, Festival eksperimentalnog filma i videa 25 FPS, Dani hrvatskog filma, Revija amaterskog filma, ZagrebDox, Festival jednakih mogućnosti, Red rocks & crafts festival – Tjedan indijanske umjetnosti, glazbe i plesa, Advent u Zagrebu...

## Kulturne udruge
- katedra Čakavskog sabora "Društvo Istrana"

## Tisak u Zagrebu
U Zagrebu su sjedišta brojnih hrvatskih nacionalnih dnevnika (Vjesnik, Večernji list, Sportske novosti, Jutarnji list...), tjednika, polumjesečnika, mjesečnika i inih časopisa.
U Zagrebu su svojevremeno postojale i dnevne novine na njemačkom jeziku Agramer deutsche Zeitung, Kroatische Korrespondent, Agramer Tagblatt.